# راهول بانيرجي
راهول بانيرجي (بالبنغالية: রাহুল ব্যানার্জী)‏ هو ممثل هندي، ولد في 16 أكتوبر 1983 في الهند.

## وصلات خارجية
- راهول بانيرجي على موقع IMDb (الإنجليزية)
- راهول بانيرجي على موقع قاعدة بيانات الفيلم (الإنجليزية)
- راهول بانيرجي على موقع كينوبويسك (الروسية)